# Jaroslav Panáček (1948)
Jaroslav Panáček (* 28. června 1948 Česká Lípa) je technik, strojař, předseda Vlastivědného spolku Českolipska a regionální historik, vedoucí redakční rady sborníku Bezděz. Regionálním dějinám se věnuje stejně jako jeho otec Jaroslav Panáček.

## Ze života
Narodil se v České Lípě. Jeho otcem byl Jaroslav Panáček, sportovní funkcionář, učitel, historik, autor několika publikací.
Absolvoval ve svém rodném městě Střední průmyslovou školu strojní a v Liberci Vysokou školu strojní a textilní. S titulem inženýra nastoupil v roce 1972 do továrny na výrobu elektrického nářadí Narex Česká Lípa (později Protool) a zůstal zde pracovat jako vývojový pracovník až do důchodu. Od té doby je zaměstnán v českolipském Vlastivědném muzeu a galérii. Oženil se a má dvě děti. Syn Michal je památkářem a společně vydali několik knih.
Pod nepřímým vlivem otce se brzy začal zajímat o historii Českolipska. Spolupracoval zejména se svým přítelem Miloslavem Sovadinou z okresního archivu a českolipským archeologem Františkem Gabrielem.
V roce 1991 byl spoluzakladatelem Vlastivědného spolku Českolipska, jehož se stal předsedou a zůstal jím i po spojení s Klubem přátel muzea v roce 1997. Předsedou společenské organizace Vlastivědný spolek Českolipska - Klub přátel muzea je dodnes.
Na konci roku 2007 navíc převzal funkci předsedy redakční rady sborníku Bezděz, do kterého již řadu let předtím přispíval. V redakční radě působil od roku 1994.

## Dílo
Je autorem či spoluautorem několika desítek odborných statí ve sbornících Bezděz, Castellologica bohemica, Acta onomastica i celých knih.
Výčet knih:
- Jména ulic v České Lípě – pramen poznání vývoje města, vydalo město roku 1996
- Město Žandov a blízké okolí (Žandov 1998), s kolektivem autorů
- Stručně o počátcích města Jablonné v Podještědí (1998)
- Z dějin České Lípy (1999), s Marií Vojtíškovou a Ladislavem Smejkalem, ISBN 80-238-4113-0.
- Regesta Lippensia, Anotovaná edice pramenů k dějinám České Lípy do roku 1437 (Česká Lípa 2000)
- Hrady okresu Česká Lípa (Praha 2000), s Františkem Gabrielem, ISBN 80-7203-295-X.
- Pamětní kniha města České Lípy 1461–1722, Libri civitatis I. Ústí nad Labem 2005, (s I. Ebelovou a kol.)
- Historické mapy, plány a veduty České Lípy. Česká Lípa 2008.
- Založení augustiniánského kláštera v České Lípě, Česká Lípa 2010, ISBN 978-80-86319-14-8.
- Českolipský cín, Česká Lípa 2011.
- Helfenburk. Hrad pražských arcibiskupů. Praha 2011 (s F. Gabrielem a K. Podroužkem).
- Pohostinná Česká Lípa. Českolipské hostince do 2. světové války. Česká Lípa 2011 (s Jiřím Kratochvílem), ISBN 978-80-260-1091-3.
- Středověké umění na Českolipsku. Česká Lípa 2012 (s kolektivem autorů).
- Mimoň v zrcadle staletí, Mimoň 2012 (s M. Honců, V. Pešou a L. Smejkalem).
- Kostely v České Lípě, 2013, ISBN 978-80-260-4688-2 (společně se synem Michalem)
- Historismus a secese v České Lípě, 2014, ISBN 978-80-260-7246-1 (společně se synem Michalem)